# Alexandre Arnoux
Pour les articles homonymes, voir Arnoux.
 (décembre 2016).
Si vous disposez d'ouvrages ou d'articles de référence ou si vous connaissez des sites web de qualité traitant du thème abordé ici, merci de compléter l'article en donnant les références utiles à sa vérifiabilité et en les liant à la section « Notes et références ».
Alexandre Arnoux (27 février 1884 à Digne-les-Bains - 4 janvier 1973 à Boulogne-Billancourt) est un romancier et un dramaturge français, membre de l’académie Goncourt où il occupa le troisième couvert de 1947 à 1973.
Il a obtenu le prix Maurice-Renard pour son œuvre de science-fiction en 1924 et le grand prix national des Lettres 1956 avec le roman Roi d'un jour.

## Biographie

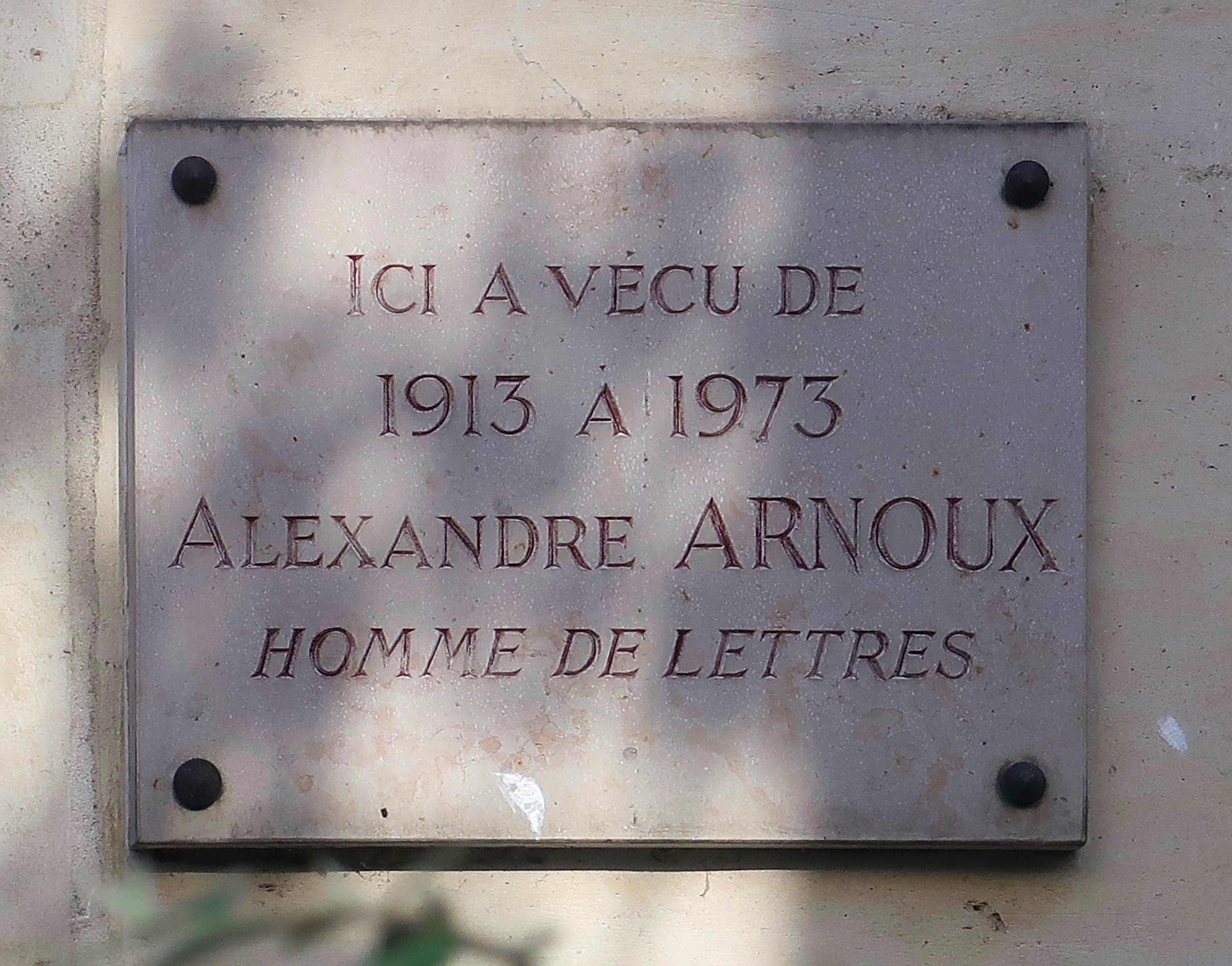
Plaque au n°3 rue Debrousse (16e arrondissement de Paris), où il vit de 1913 à 1973.

Alexandre Paul Arnoux est le fils de Jules-Joseph Arnoux, professeur de rhétorique au Lycée de Digne devenu ensuite inspecteur d'académie et auteurs de divers ouvrages et traductions, provençal, et Marie Audibert, qui était dignoise. Son grand-père maternel était le propriétaire de la pâtisserie Audibert, sur le cours Gassendi, qui était fréquentée par la bourgeoisie locale.
Après des études au Lycée Gassendi, il obtint une licence en droit à l'Université de Lyon et noua des liens durables avec la capitale des Gaules dans laquelle il retourna régulièrement, comme il en témoigne dans son livre "Géographie sentimentale" (Lardanchet, 1946) dans lequel il décrit son double attachement à la Haute-Provence et à Lyon. Il étudia également en Allemagne après son service militaire accompli en 1904 et travailla comme violoniste de brasserie à Munich. Il réussit le concours de fonctionnaire de la préfecture de la Seine et parvint au grade de chef de bureau. Par la suite, il devint journaliste, notamment au Figaro, et auteur de livres, de pièces de théâtre et pour la radio et de scénarios de films. Grand ami de Charles Dullin, rencontré à Lyon, il travaille souvent avec lui au théâtre de l’Atelier.
Il combattit durant la Première guerre mondiale (1915-1919) et reçu la Croix de guerre (1916). Il suivit la rédaction du Figaro à Lyon durant l'occupation où il fit partie des journalistes hostiles au régime de Vichy et à la collaboration.
Il fut membre de l'Académie Goncourt (1947) et Grand prix national des lettres (1956). Il était membre de la Société des gens de lettres
Son œuvre, très variée, comporte des poèmes (trois recueils de vers, 1906-1909), des récits inspirés de la guerre, des romans fantastiques fortement marqués de science et de musique, du théâtre et des essais.
Sa pièce de théâtre La Belle et la Bête (1913), éditée hors commerce en Belgique en petit nombre, aurait en partie inspiré[réf. souhaitée] le film homonyme réalisé en 1946 par Jean Cocteau. Le mathématicien Évariste Galois lui inspire Algorithme (1948).
Avec sa femme, Amalia-Isabel Enet (née à Caracas, décédée en 1938), épousée à Paris le 18 septembre 1913, il traduit en français le Second Faust de Goethe et La vie est un songe de Calderon. En 1958, il adapte la pièce L'Alcade de Zalamea de Calderon pour le téléfilm de Marcel Bluwal. Il était commandeur de la Légion d'honneur (1964, chevalier en 1922) et fut reçu à ce grade par l'écrivain Roland Dorgelès et croix de guerre 1914-1918.

## Œuvres

### Recueil de poésies
- L'Allée des mortes (1906)
- Au grand vent (1909), prix Jules-Davaine de l’Académie française en 1910
- Cent sept quatrains (1944)

### Romans et nouvelles
- Didier Flaboche, Ollendorff (1912)
- Abisag ou l'Église transportée par la foi, Albin Michel (1918)
- Le Cabaret, recueil de nouvelles de guerre, Fayard (1919) ; réédité avec des illustrations de Renefer chez Lapina en 1922, puis avec des illustrations de Richard Maguet par Les Œuvres Représentatives en 1931
- Indice 33, Arthème Fayard (1920), premier Prix de La Renaissance 1921 (créé par Henry Lapauze)
- La Nuit de Saint-Barnabé, Albin Michel (1921)
- Écoute s'il pleut, Arthème Fayard (1923)
- Le Règne du bonheur, Arthème Fayard (1924)
- Suite variée, Bernard Grasset (1925)
- Le Chiffre, Bernard Grasset (1926)
- Les Gentilshommes de ceinture, Bernard Grasset (1928)
- Carnet de route du juif errant, Bernard Grasset (1930)
- Merlin l'enchanteur, Plon (1931)
- Poésie du hasard, Bernard Grasset (1934)
- Ki-Pro-Ko, Gallimard (1935)
- Le Rossignol napolitain, Bernard Grasset (1937)
- À l'autre bout de l'arc-en-ciel (1940)
- La Nuit de Saint Avertin (1942)
- Rêveries d'un policier amateur, Lugdunum (1945) ; réédité chez Albin Michel en 1951.
- Hélène et les guerres, Bernard Grasset (1945)
- Calendrier de Flore (1946)
- Algorithme, Bernard Grasset (1948)
- L'enchantement de Grenade, Gallimard (1951)
- Les crimes innocents, Albin Michel (1952)
- Royaume des ombres, Albin Michel (1954)
- Bilan provisoire, Albin Michel (1955)
- Le Seigneur de l’heure, Gallimard (1955)
- Le chemin de l'étoile, Bernard Grasset (1956)
- Roi d’un jour, Albin Michel (1956)
- Pour solde de tout compte (1958)
- Double chance, Albin Michel (1959)
- Zulma l'infidèle, Albin Michel (1960)
- Visite à Mathusalem, Albin Michel (1961)
- Le siège de Syracuse, Albin Michel (1962)

### Théâtre
- La Mort de Pan (1909)
- La Belle et la Bête (1913)
- Huon de Bordeaux (1922)
- Petite lumière et l'ourse (1923)
- Les Taureaux (1947)
- L’Amour des trois oranges, Bernard Grasset (1947)
- Une aventure de Don Juan (1956)
- Flamenca (1965)

### Essais
- Romancero moresque, éditions d'art H. Piazza (1921)
- La Légende du Cid campeador, éditions d'art H. Piazza (1922)
- Haute Provence, Emile-Paul Frères (1926)
- Rencontres avec Richard Wagner, Bernard Grasset (1927)
- Cinéma, illustrations d'André Foy, G. Crès (1929)
- Une âme et pas de violon… Tristan Corbière, Bernard Grasset (1929)
- Paris-sur-Seine, Bernard Grasset (1939)
- Journal d'exil , H. Lardanchet (1944)
- Rhône mon fleuve, Bernard Grasset (1944)
- Paris ma grand'ville, Flammarion (1949)
- Contacts allemands - Journal d'un demi-siècle, Albin Michel (1950)

### Scénarios et dialogues de cinéma
- 1921 Quatre-vingt-treize
- 1923 L'Âtre
- 1928 Maldone
- 1932 : L'Atlantide
- 1933 : La Voix sans visage
- 1933 : Dans les rues
- 1933 : Don Quichotte
- 1933 : Le Tunnel
- 1936 : Sous la terreur
- 1938 : Frères corses
- 1938 Le Drame de Shanghaï
- 1938 Ultimatum
- 1939 La Piste du nord
- 1939 La Charrette fantôme
- 1944 Premier de cordée
- 1947 La Dame de Haut-le-Bois
- 1950 Les Derniers Jours de Pompéi